# Bro kyrka, Gotland

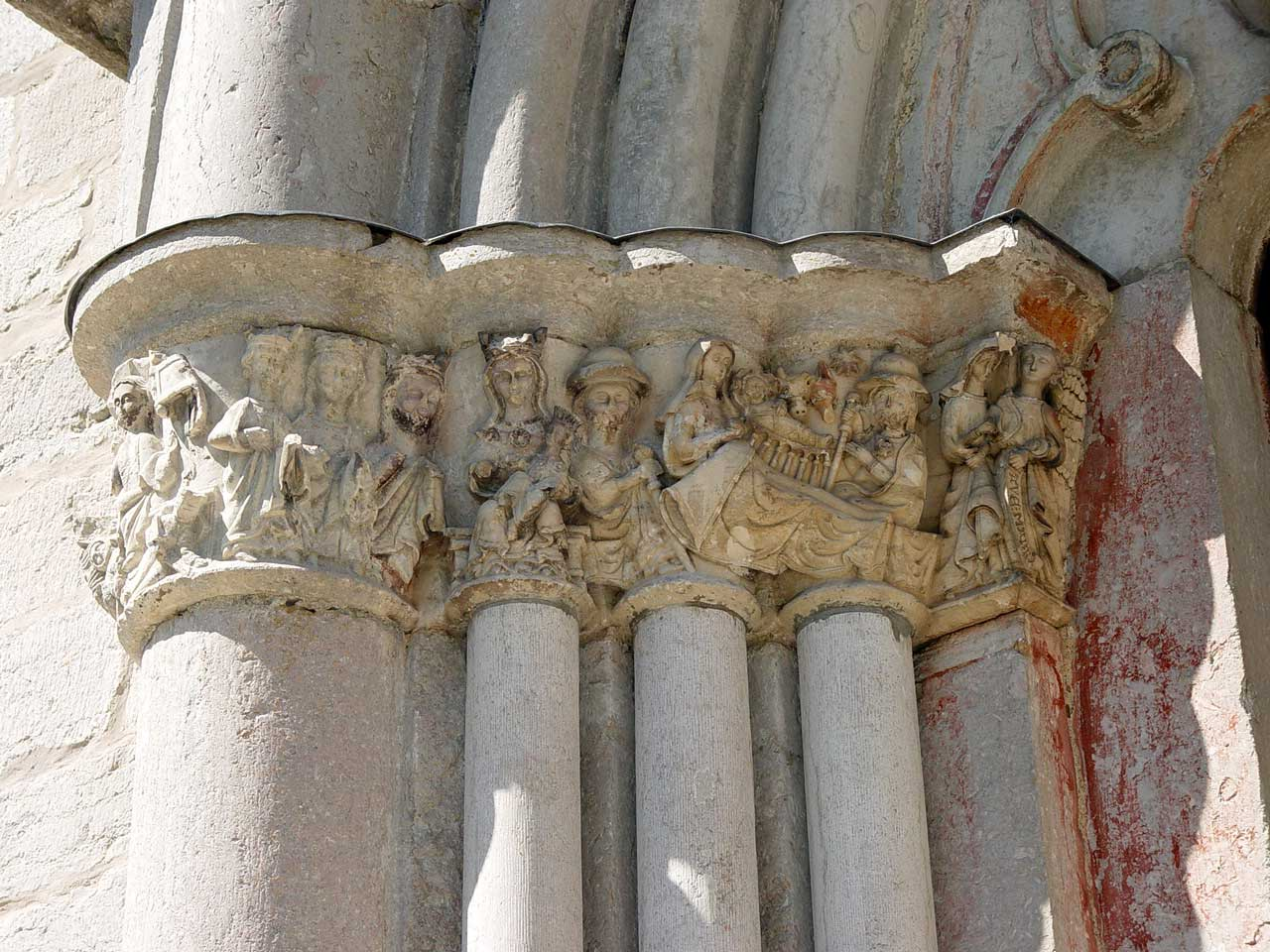
Kapitälband på sydportalen

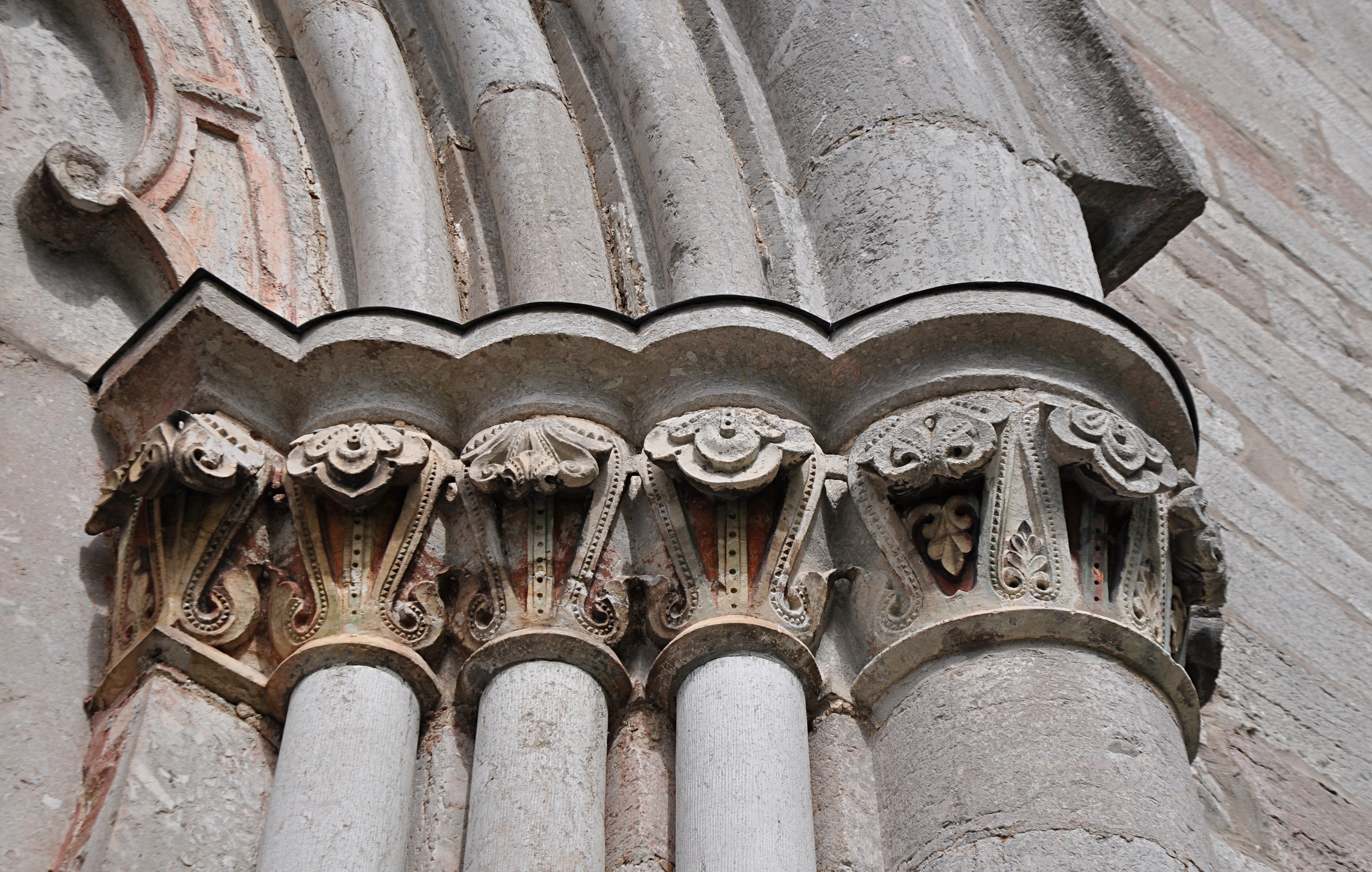
Kapitälband, södra fasaden, Bro kyrka, Gotland

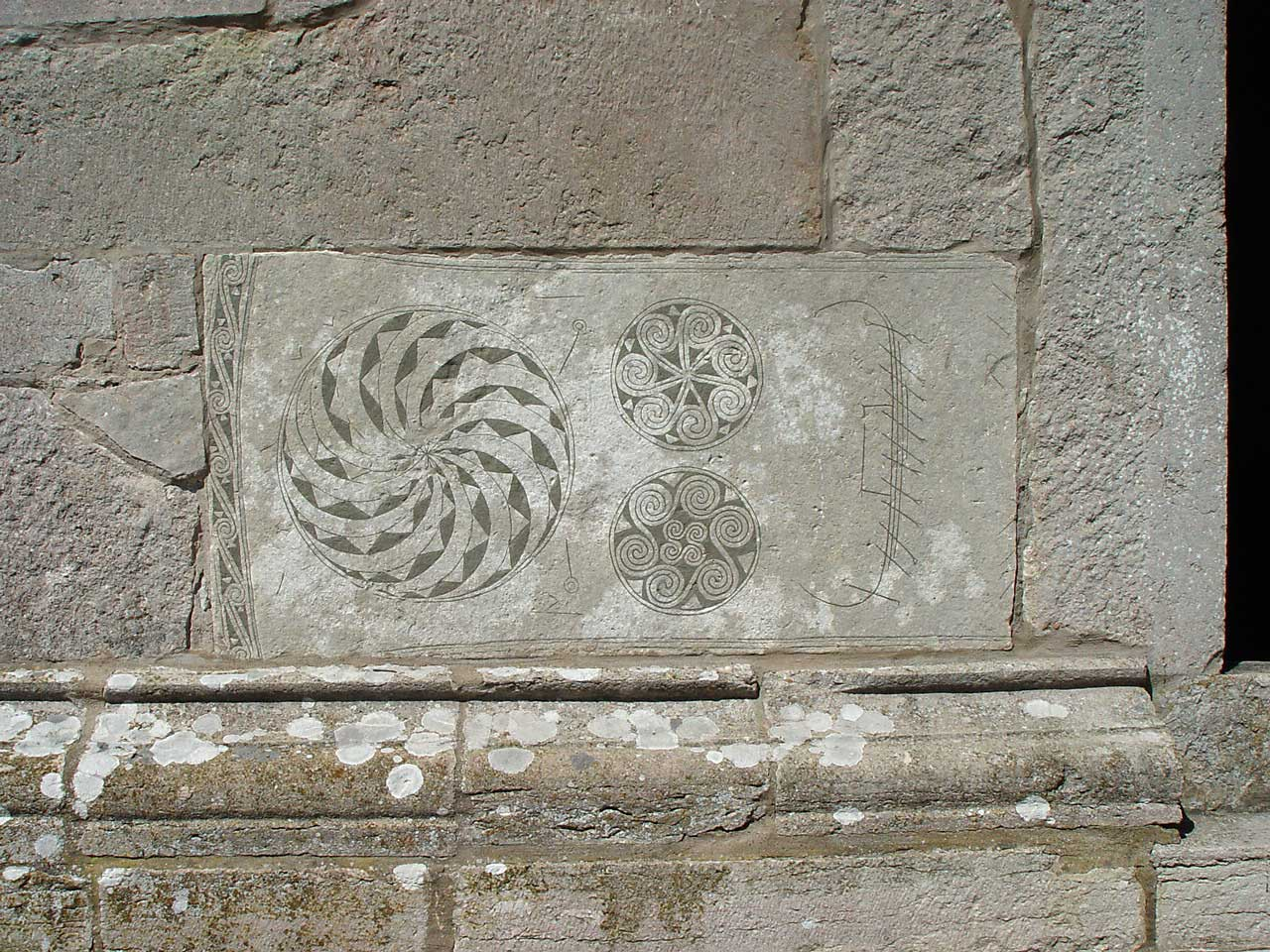
Bildsten i sydväggen

Bro kyrka är en kyrkobyggnad i Bro på Gotland. Den har alltsedan medeltiden varit sockenkyrka i Bro socken, därefter församlingskyrka fram till den 1 januari 2007 i Bro församling. Nu tillhör den Väskinde församling i Visby stift. Bro kyrka ligger tolv kilometer nordost om Visby.

## Kyrkobyggnaden
Bro kyrka har en prägel av tidig medeltid över sig och i kyrkobyggnaden blandas romansk och gotisk stil. I långhusets sydfasad finns ett flertal reliefer från en takfotsfris i den äldre delen av kyrkan och dess portaler pryds av skulpturer som framställer Marie bebådelse och Jesu födelse. Flera bildstenar finns inmurade i kyrkans väggar, en av dessa med en drakliknande figur sitter inkapslad i inclusoriets ena vägg. Dessa är från 400-talet, vilket tyder på att kyrkan uppfördes på en äldre, helig plats där stenarna tidigare stått.
Invändigt är kyrkan välvd med kryssvalv med medeltida målningar, tyvärr delvis skadade. Över triumfbågen kan man dock urskilja Jesus omgiven till vänster av Maria och Johannes döparen, samt till höger av Sankt Bartolomeus och Sankt Olof. Längst ut på kanterna finns två personer som anses vara en manlig och kvinnlig donator till kyrkan. I slutet av 1600-talet "förbättrades" målningarna. Inredningen är i en enhetlig karolinsk stil.

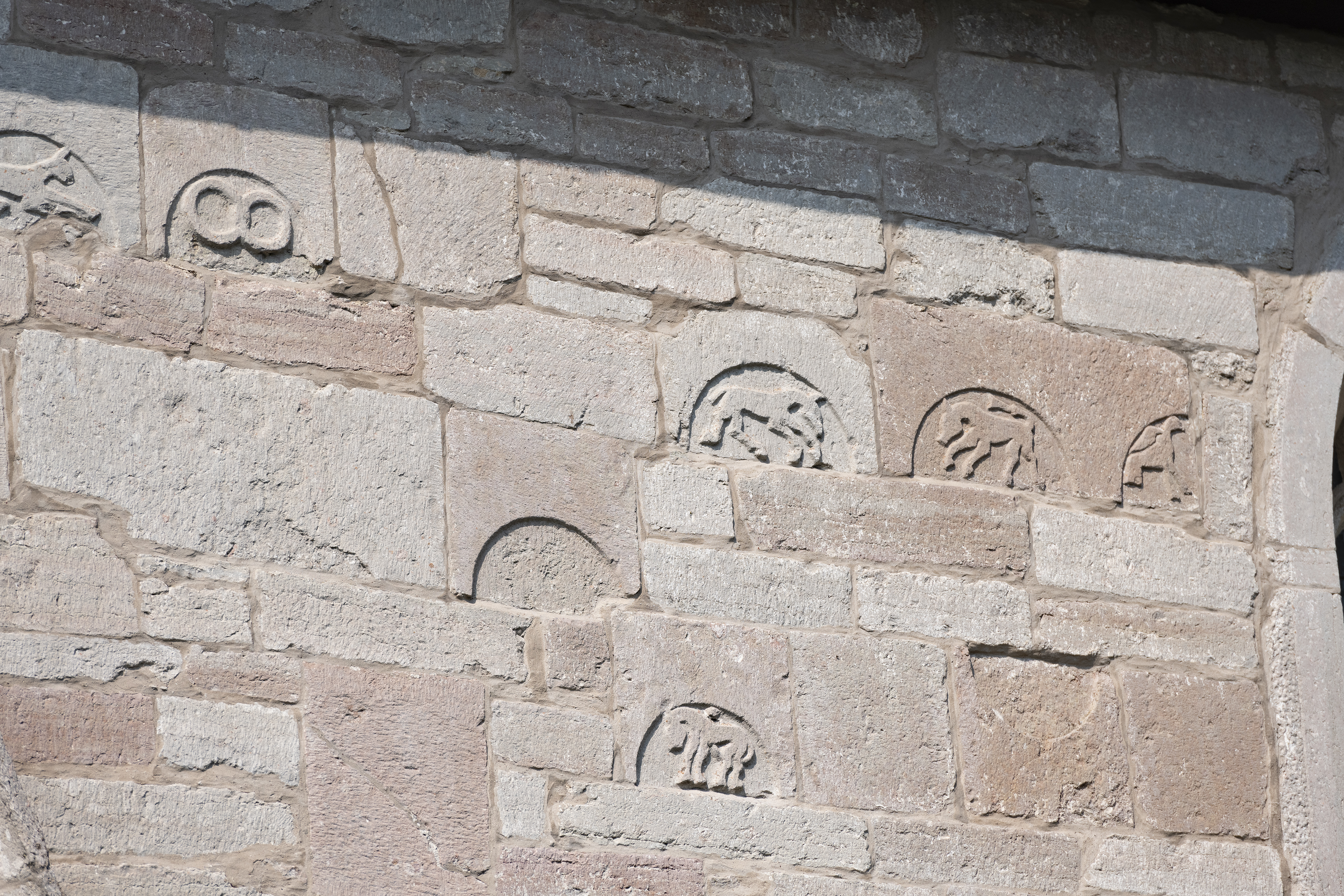
Relief sydvägg
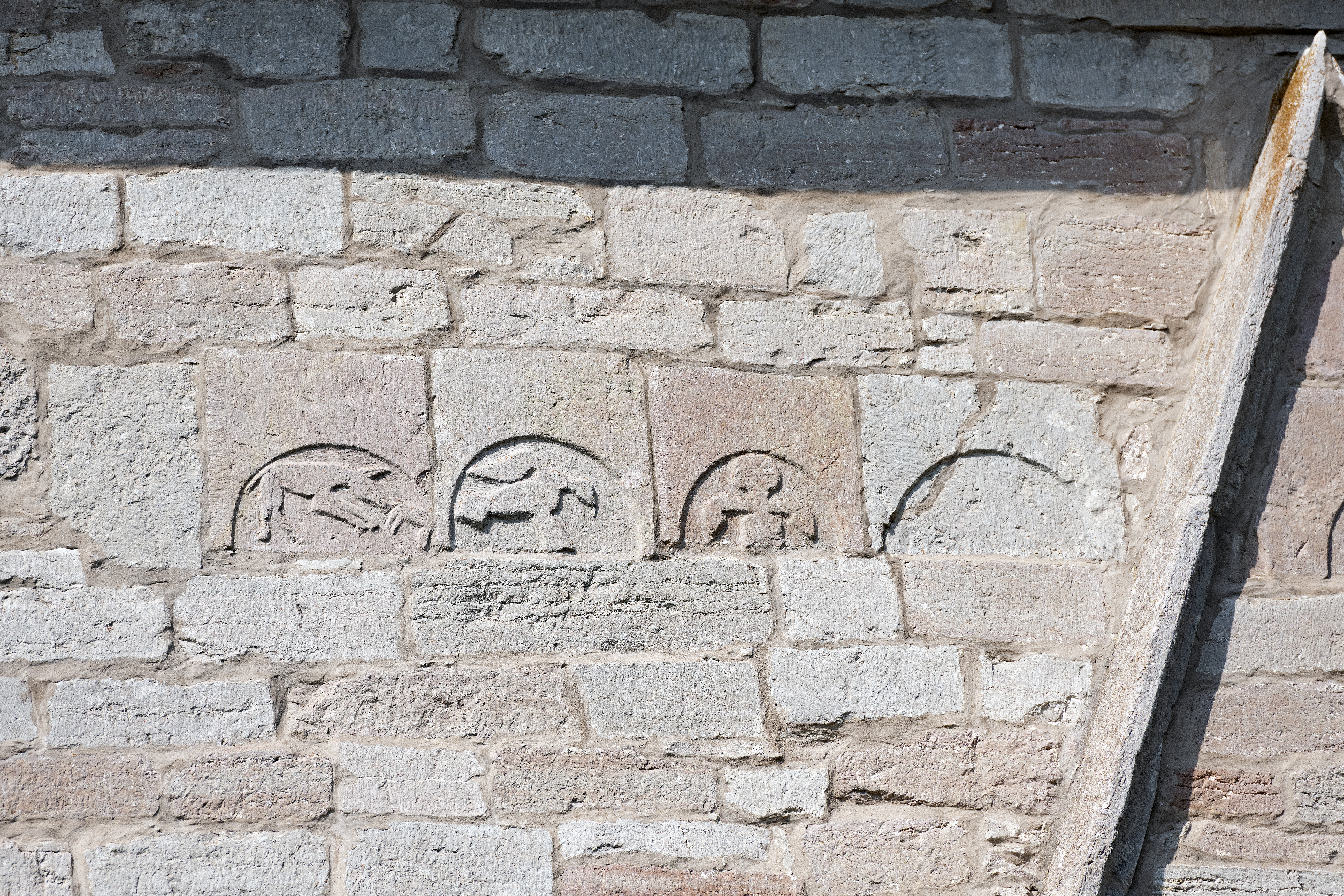
Relief Bro kyrka sydvägg
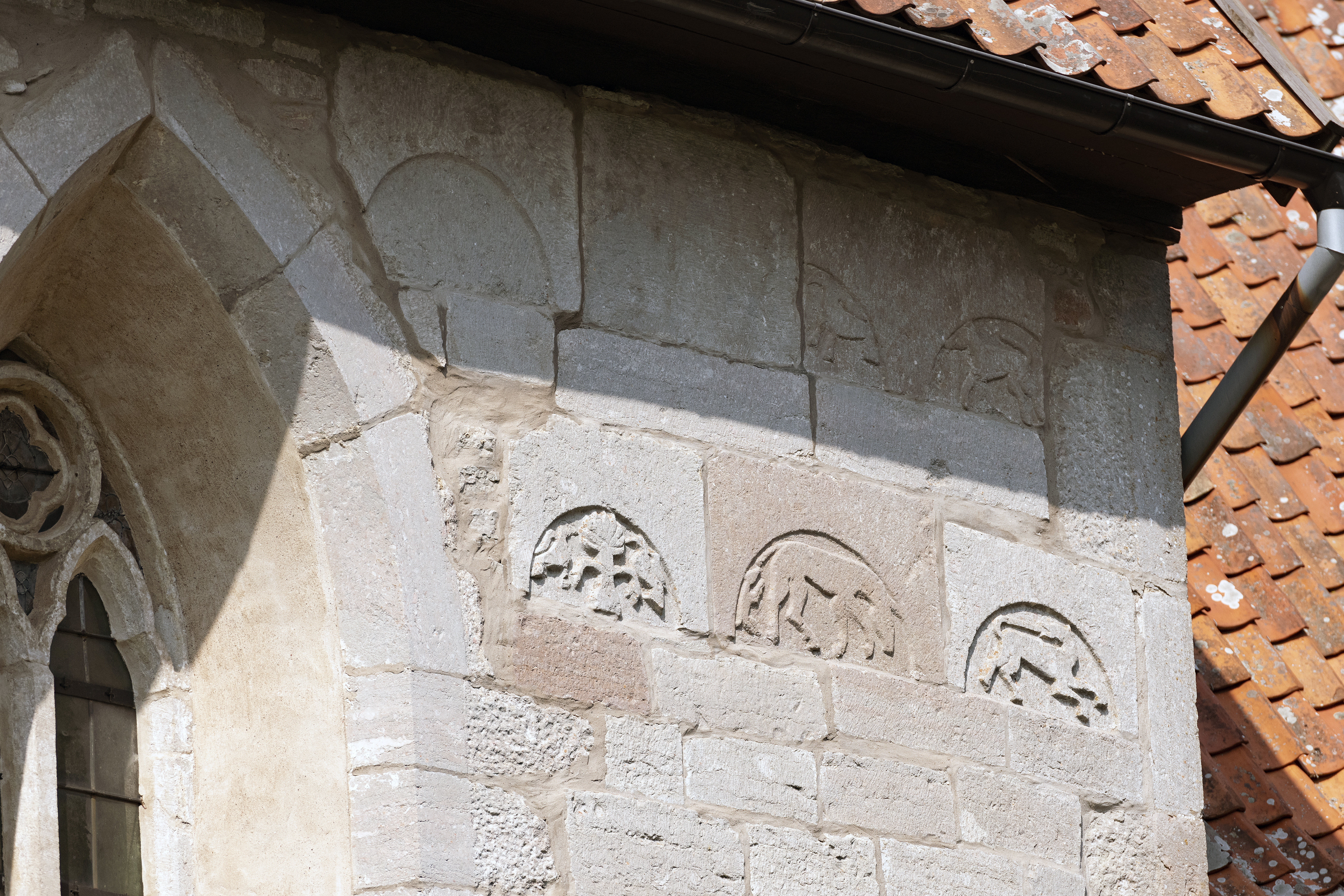
Relief Bro kyrka sydvägg
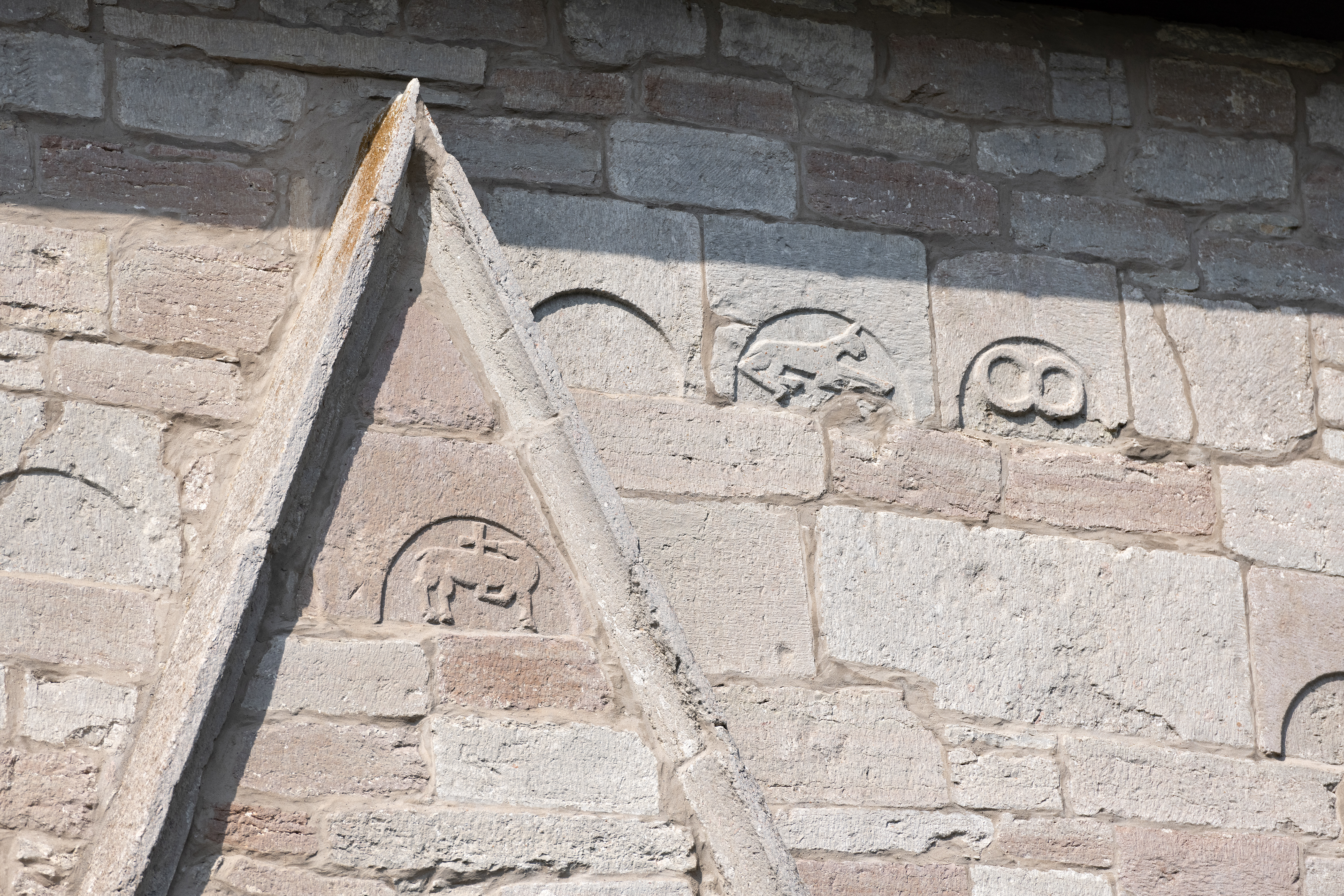
Relief Bro kyrka sydvägg
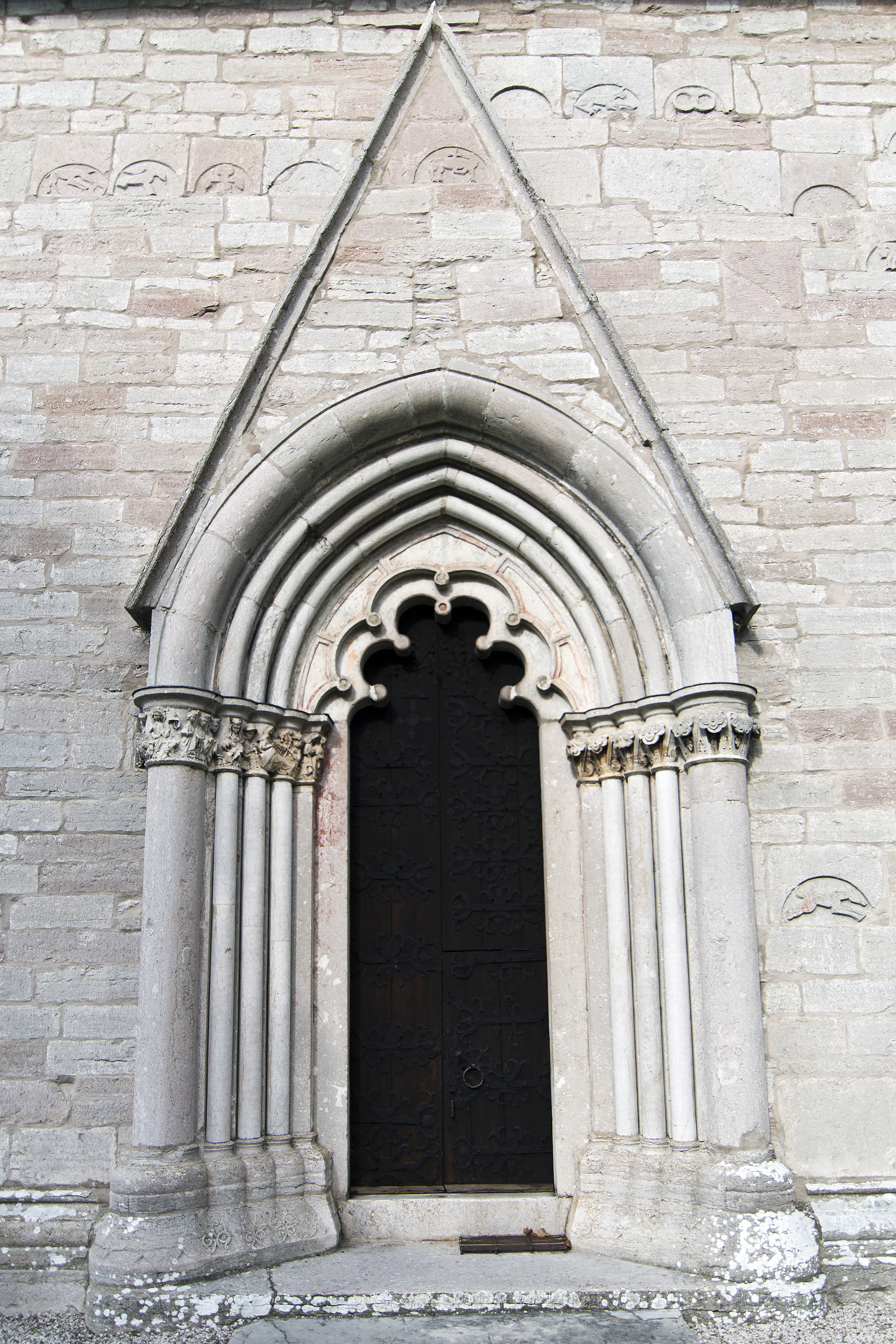
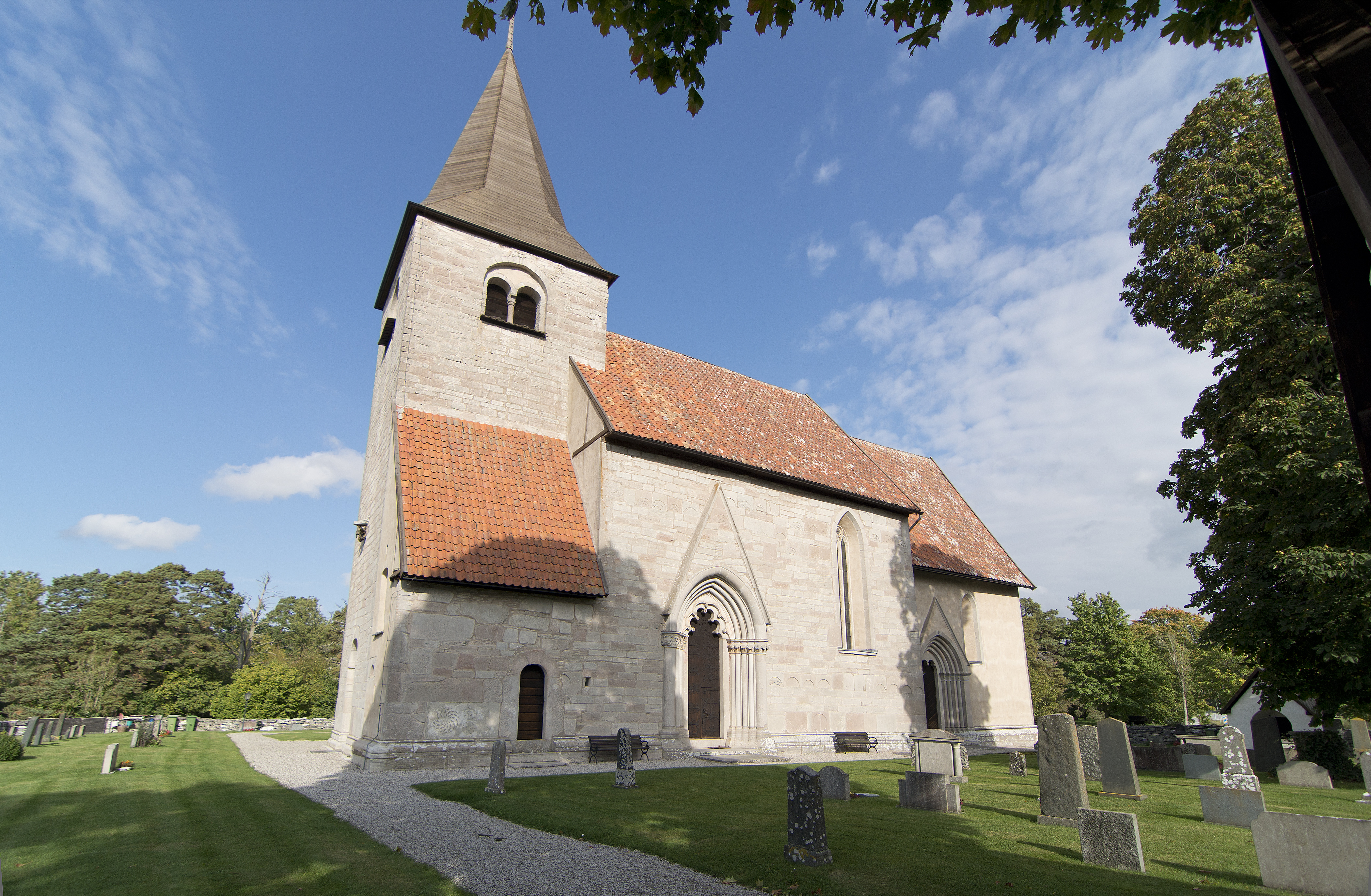
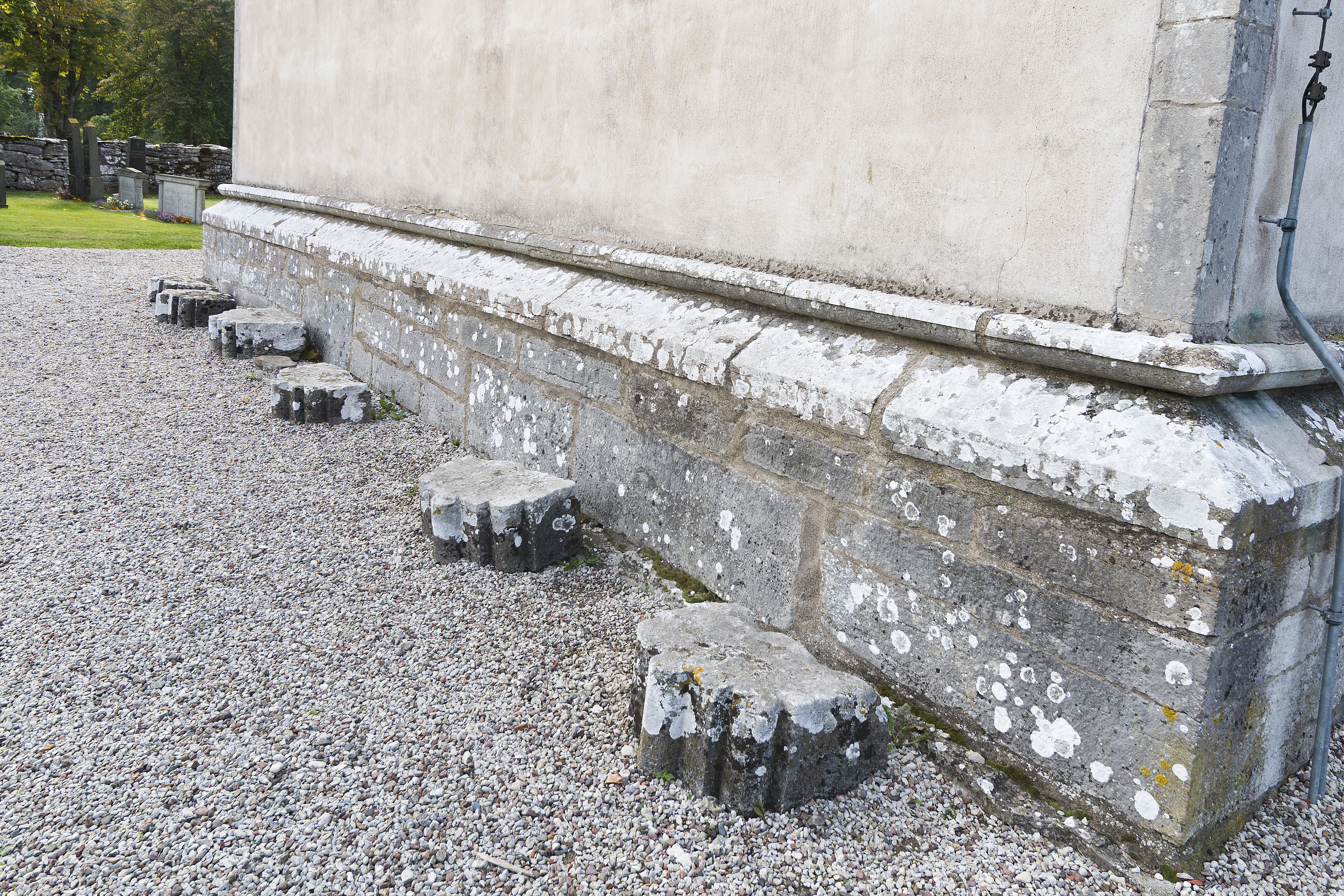
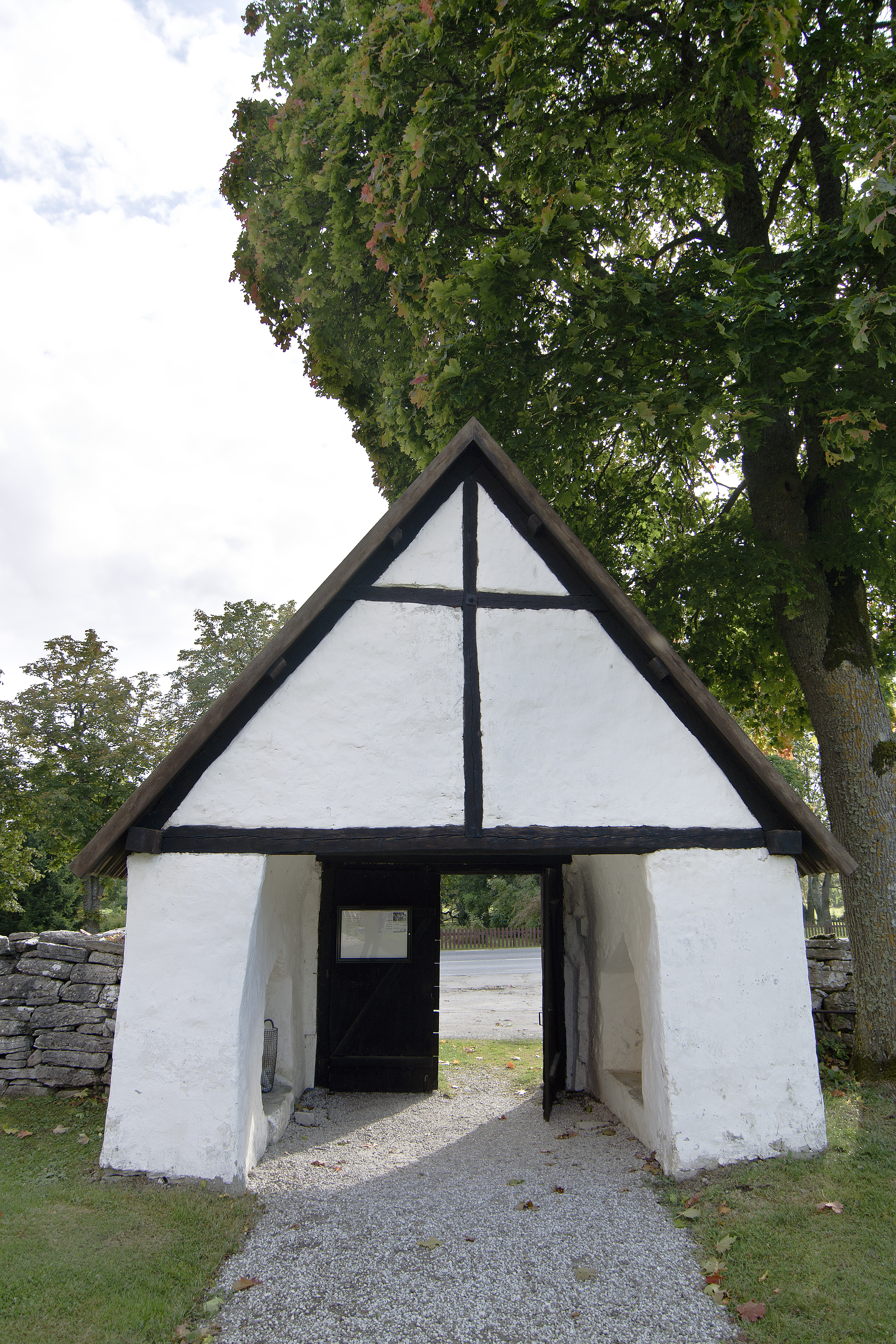
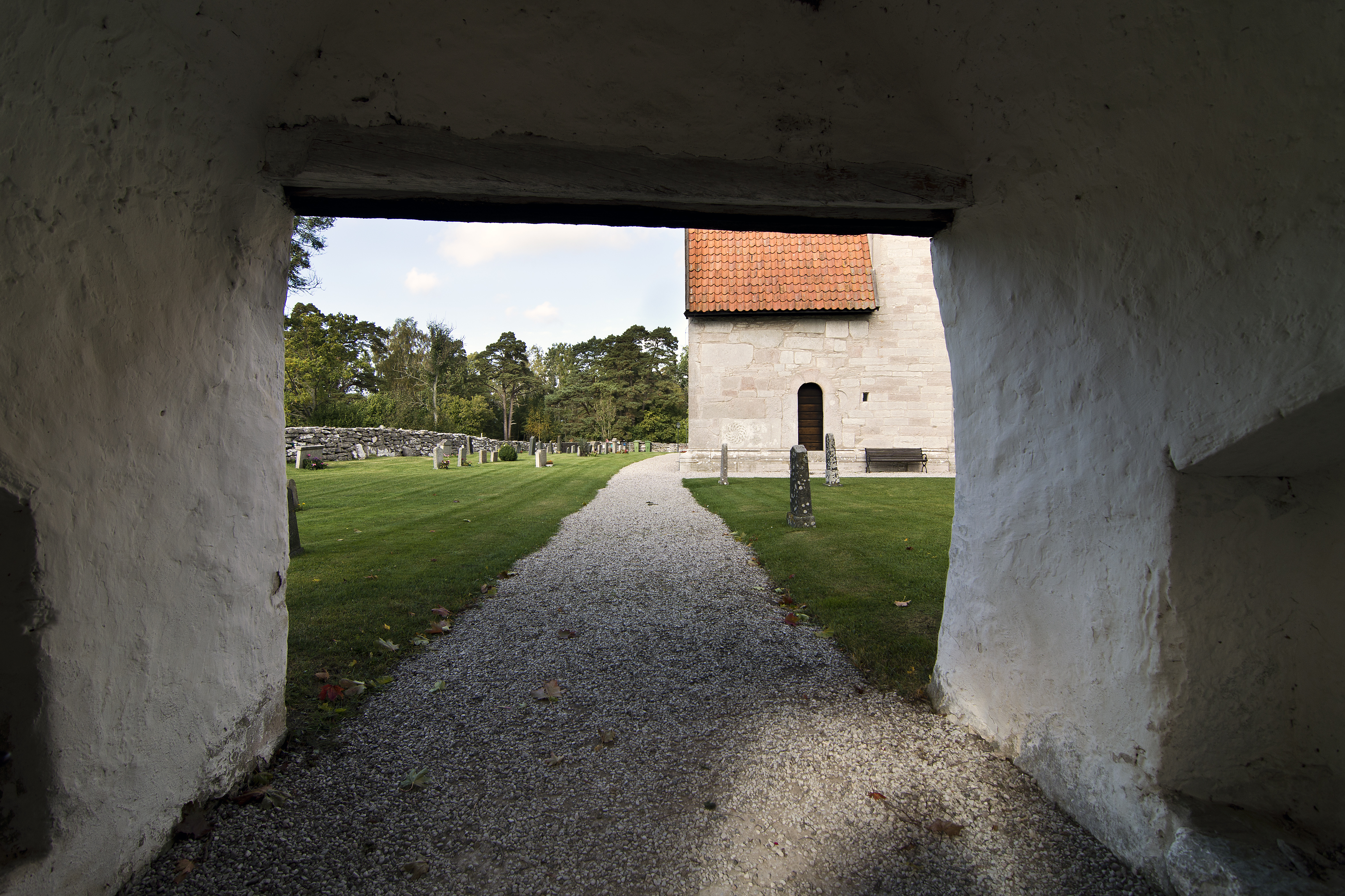
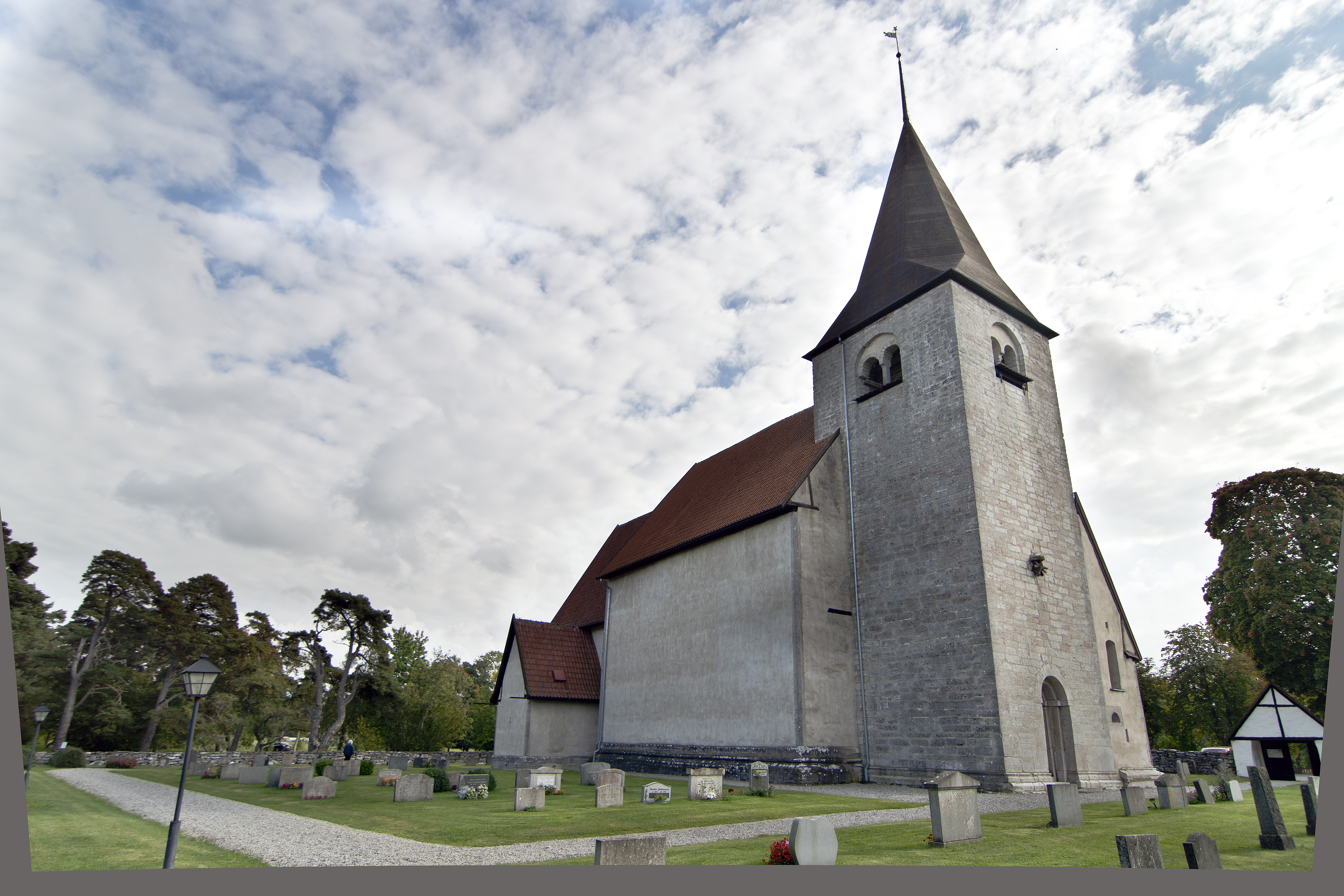

## Historik
Någon gång under 1100-talet uppfördes den första stenkyrkan i Bro. Den bestod av långhus med kor och torn i romansk stil. År 1236 byggdes ett nytt kor i unggotisk stil, sannolikt av byggmästaren Lafrans Botvidsson. Hans arbeten känns igen på den sirliga, broderiartad portalornamentiken. Lite senare omkring år 1300 revs långhuset och ett nytt uppfördes i höggotisk stil. Den gamla kyrkans precisionshuggna fasadstenar återanvändes i de nya delarna. Tack vare detta bevarades dess rundbågefriser och djurskulpturer. Man förleds därför att tro att murarna är äldre än vad de egentligen är. Det gamla tornet fick däremot stå kvar oförändrat, trots att det i storlek var anpassat till den mindre romanska kyrkan. Under byggnadstiden tillkom också en figursvit ovanför triumfbågen och målningar i valvet. På 1300-talet uppfördes vid tornets sydsida ett inclusorium (bönkammare) med hagioskop. Där kunde en from person frivilligt bli inlåst för att ägna sej åt böner och betraktelser. Ett sådant rum finns i ett halvdussin gotländska kyrkor.
Bro kyrka var under medeltiden en vallfartskyrka, eftersom det fanns en bit (en flisa) av Kristi kors, vilket var en viktig relik. Vallfartstraditionen har fortsatt långt efter reformationen. Besökarna besökte kyrkan, gav en gåva och bad om eller tackade för hjälp. Av naturliga skäl var sådana här besök särskilt vanliga bland sjömän.
Under 1690-talet utstofferades målningarna i valven delvis, liksom figursviten över triumfbågen. Senare, under 1700-talet, förändrades interiören.
År 1985 upptäcktes "The Bro diagrams" på insidan av kyrkans södra vägg vid marknivå, av Uaininn O´Meadhra och Erland Lagerlöf. De består av logikdiagram samt olika starkt förkortade inskrifter på latin från olika tidpunkter efter början av 1200-talet. Inskrifterna var täckta av ett lager vitkalk och frilades 1989 och 1994 av Marianne Korsman, konstnär och med stor erfarenhet av renovering och konservering av muralmålningar. Inskriptionerna har därefter dokumenterats och konserverats, samt blivit föremål för olika analyser och tolkningar.
År 2001–2002 gjordes en invändig renovering. Man fann då ett gammalt trägolv, som daterades till början av 1200-talet, varvid ett nytt trägolv tillverkades i form av en exakt kopia, som lades ovanpå det medeltida golvet.

## Inventarier

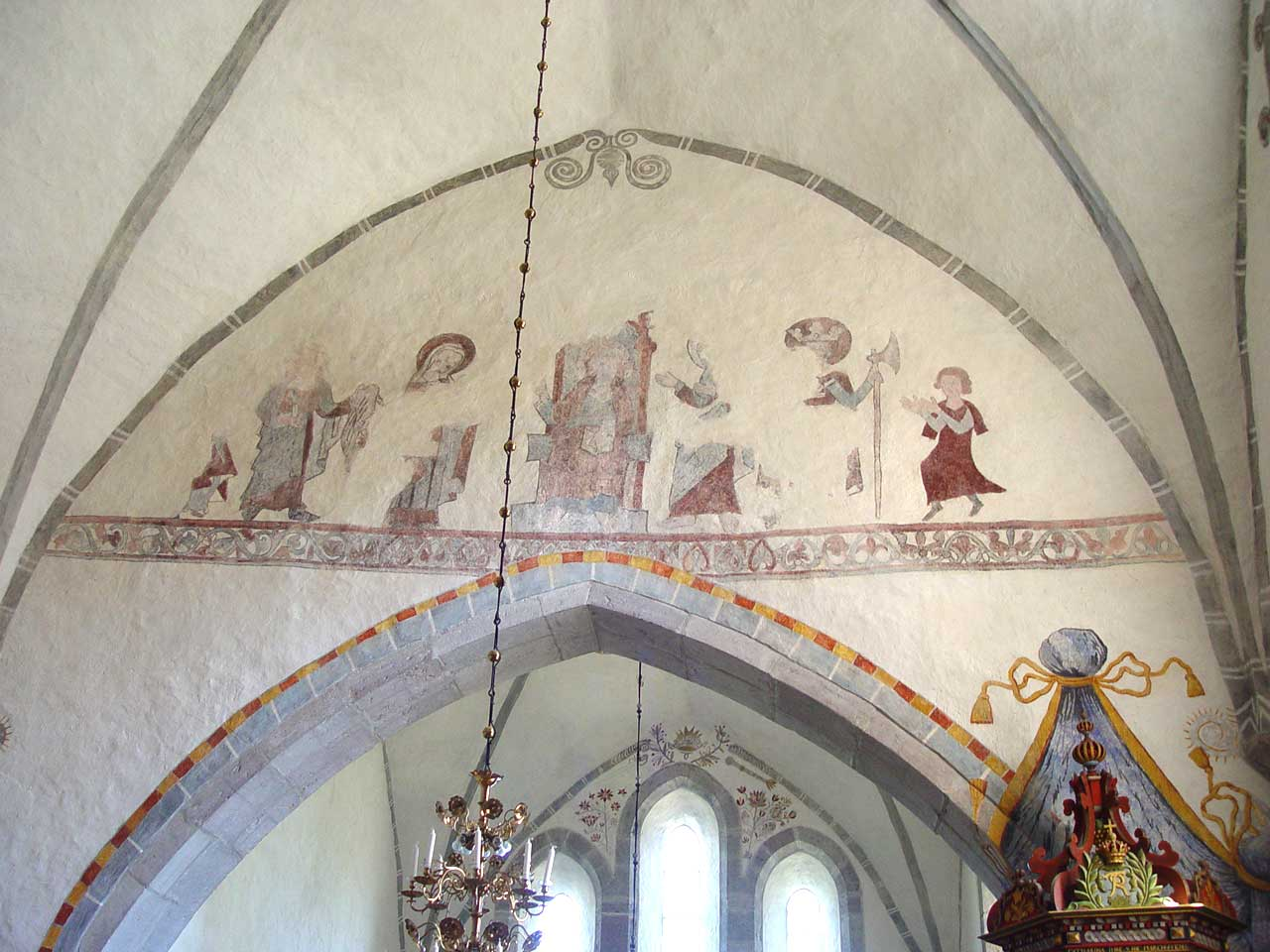
Målning: Kristus som världens domare
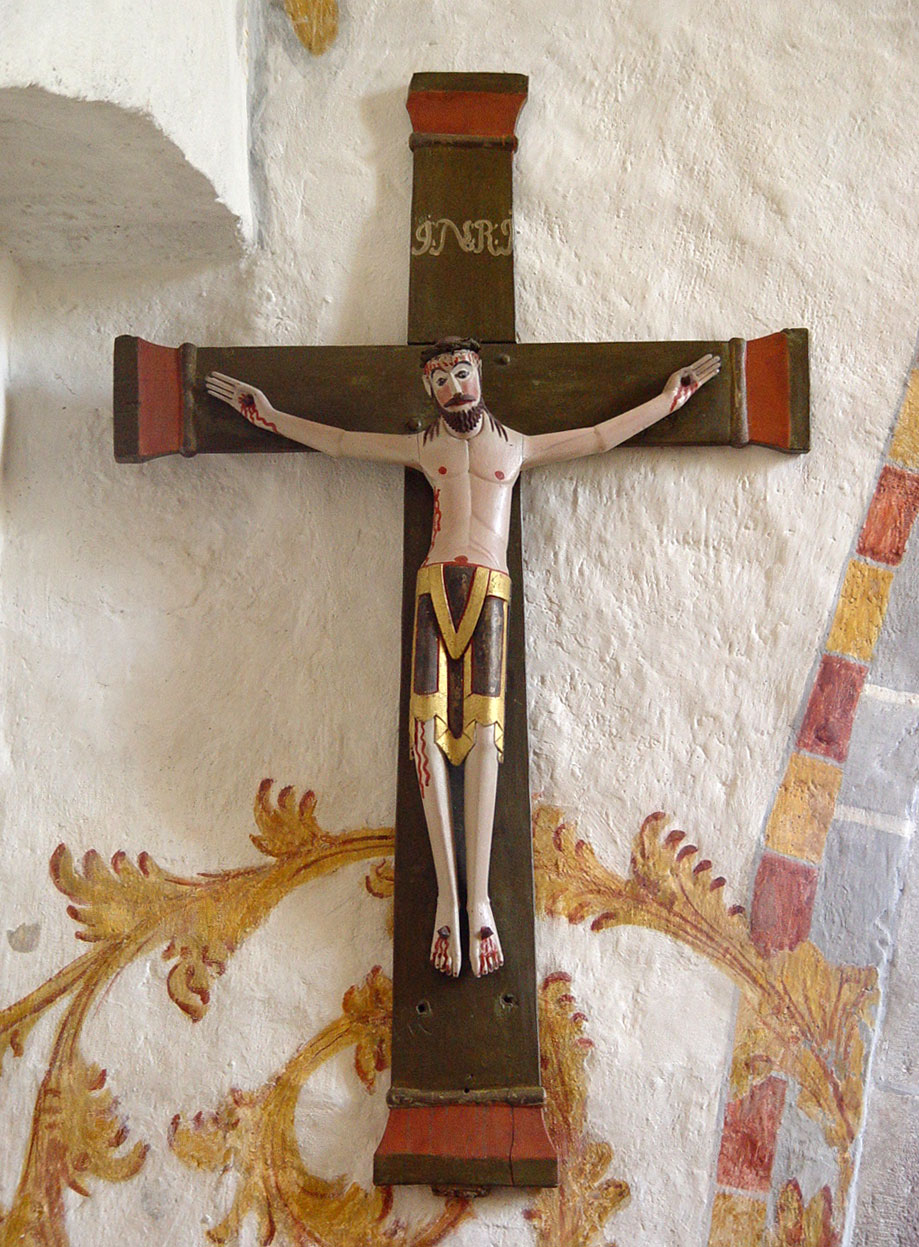
Triumfkrucifix från 1100-talet
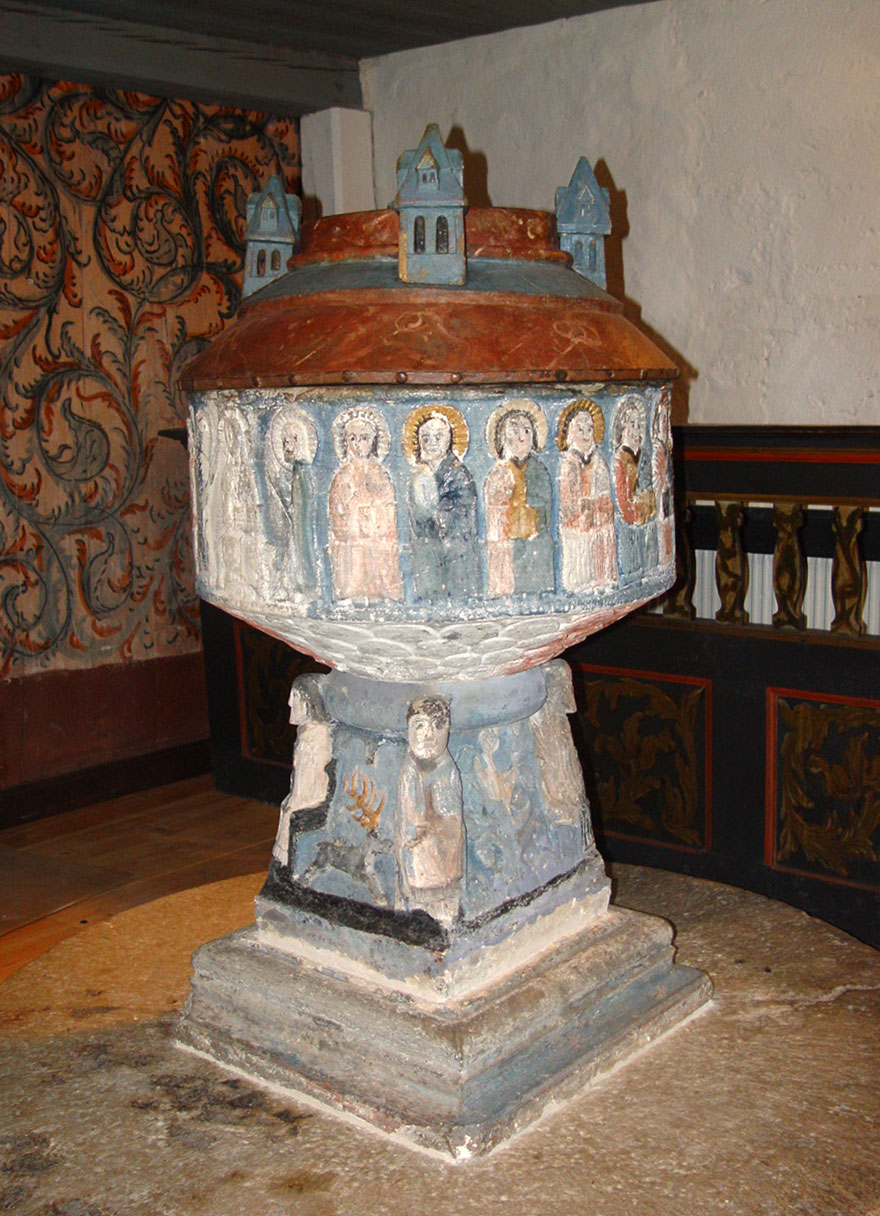
Dopfunt från 1100-talet
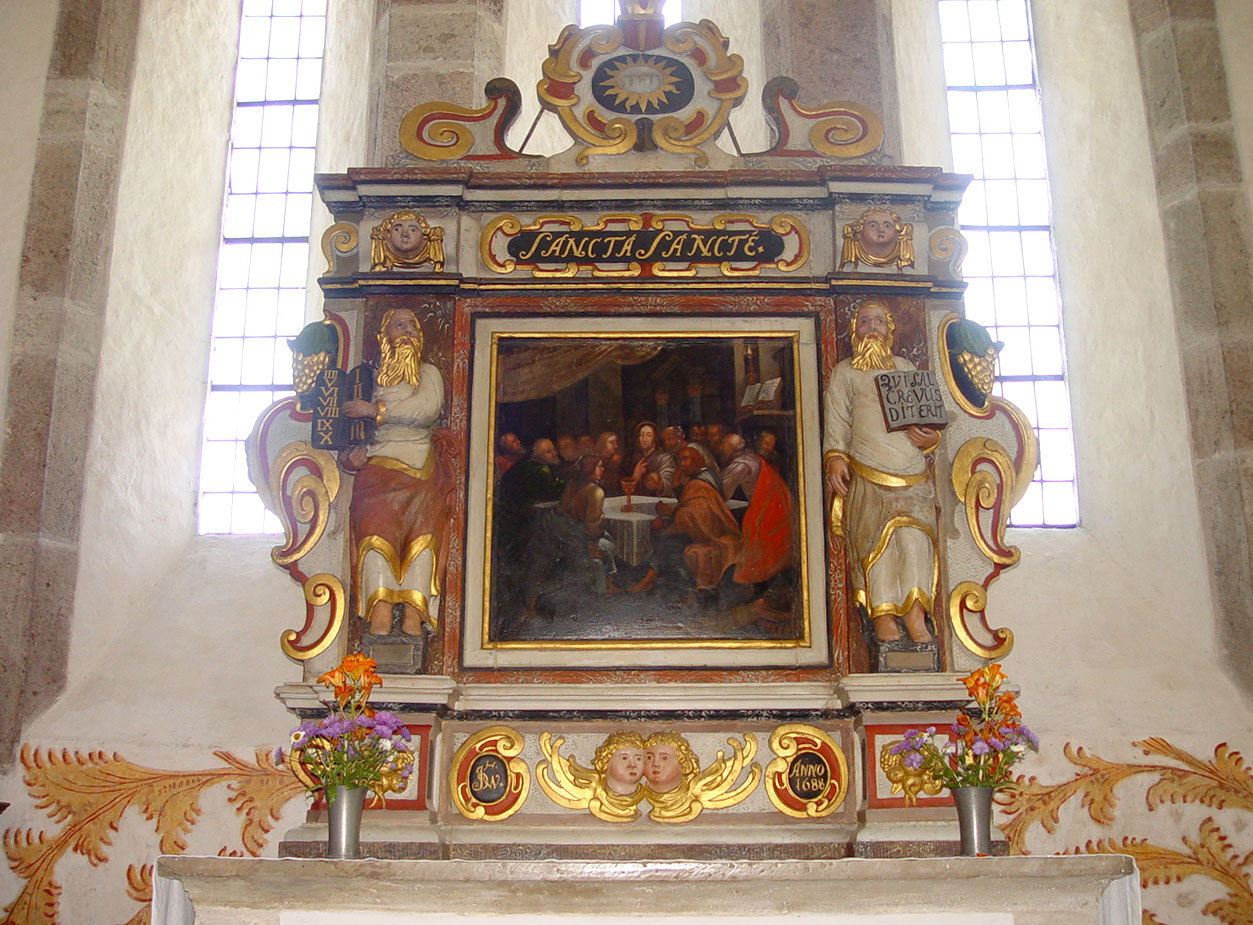
Altaruppsats
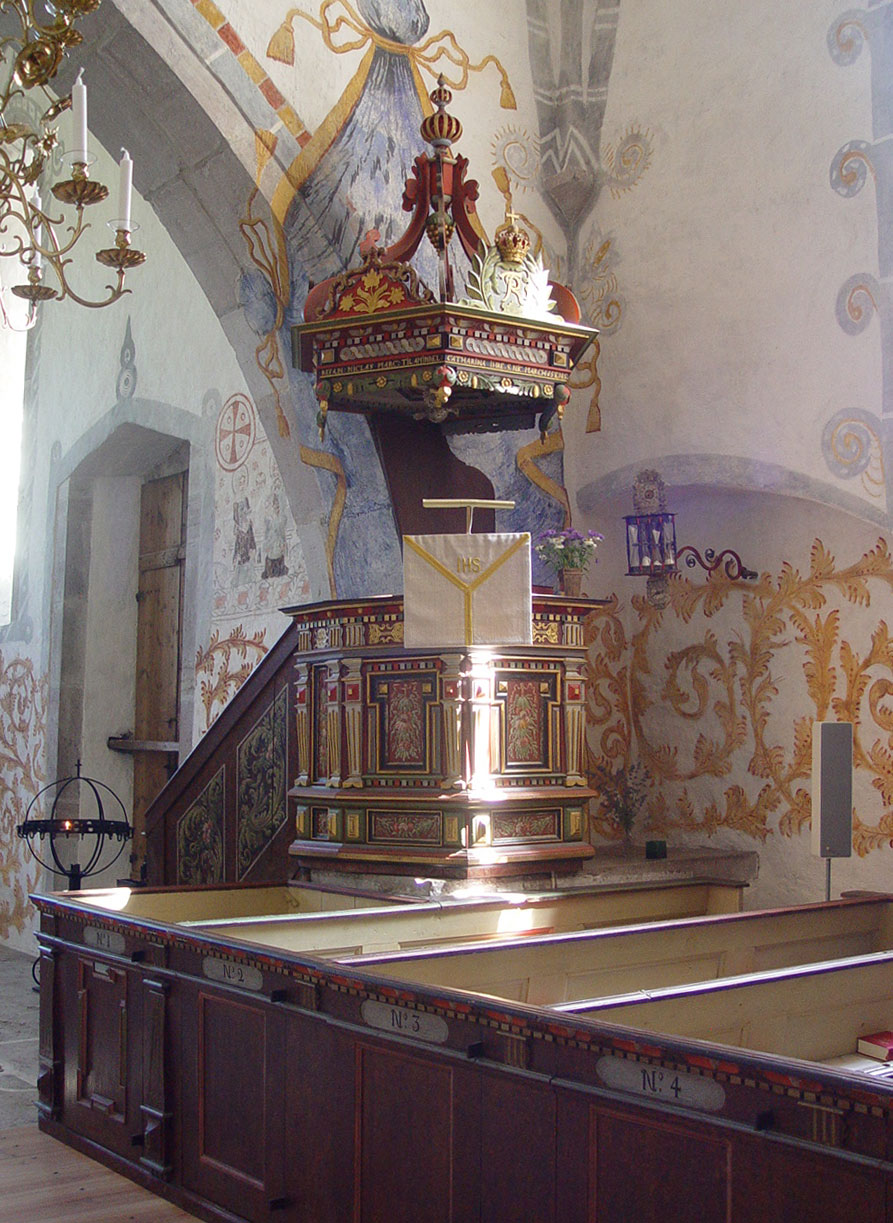
Predikstol
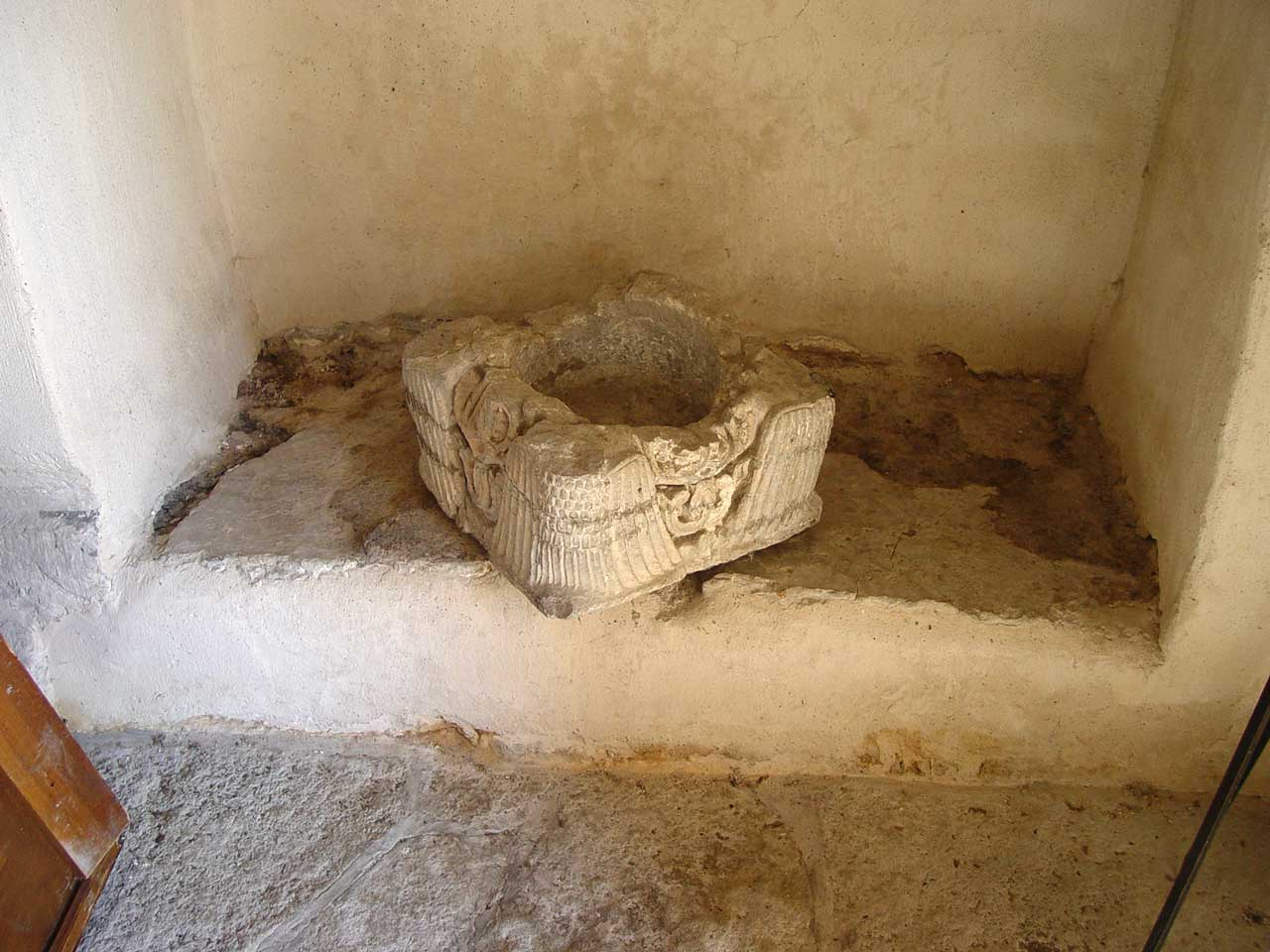
Detalj
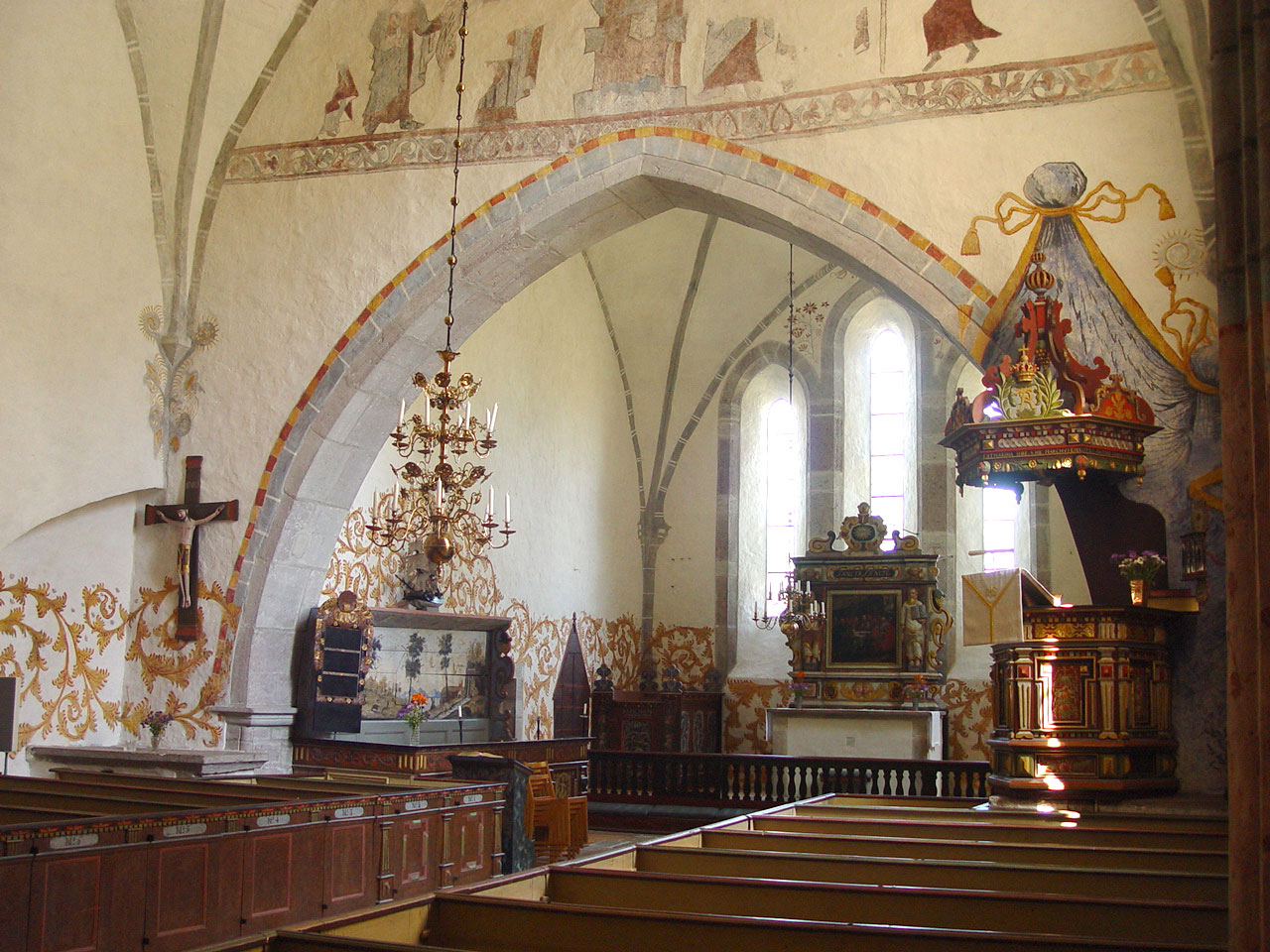
Interiör mot koret
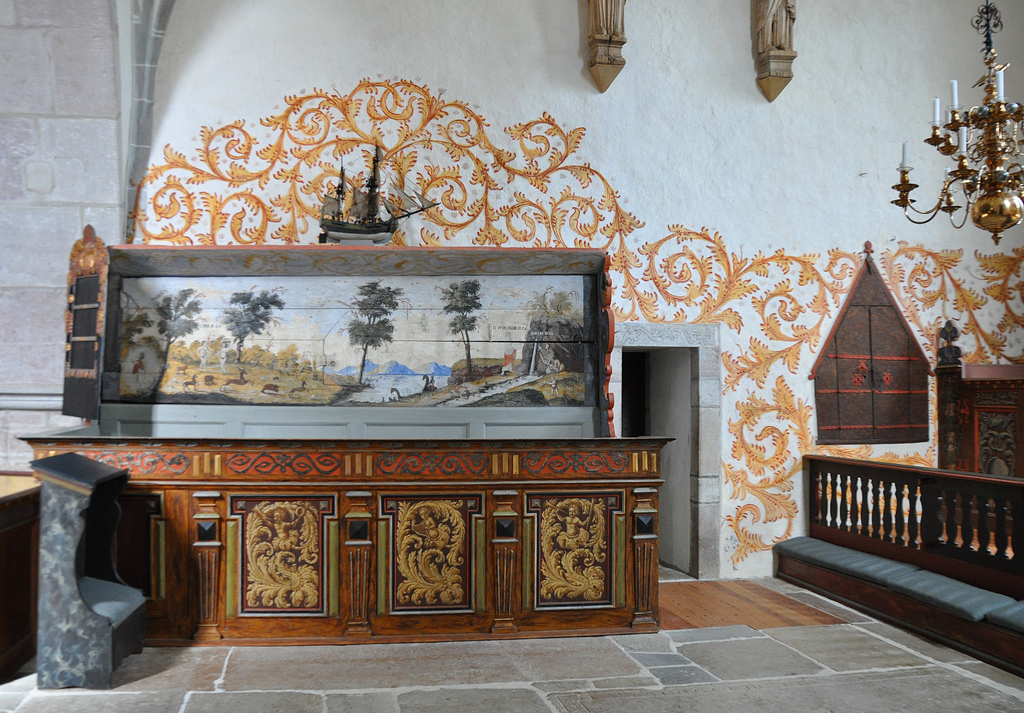
Korbänk

- Triumfkrucifix från 1100-talets mitt.
- Dopfunt från 1100-talets slut.
- Altaruppsats
- Predikstol
- Skulptur: Den sörjande Maria ur en medeltida kalvariegrupp.
- Skulptur: aposteln Johannes ur samma kalvariegrupp.
- Flera medeltida skulpturer: En apostel, en sittande Maria, Sankt Olof och en okänd biskop eller påve.
- Kyrkklocka från 1400-talet med inskrift på nedertyska – efter översättning: "Det helga kors i Bro, det vare oss nådigt, därför bliva vi glada".

## Orgel

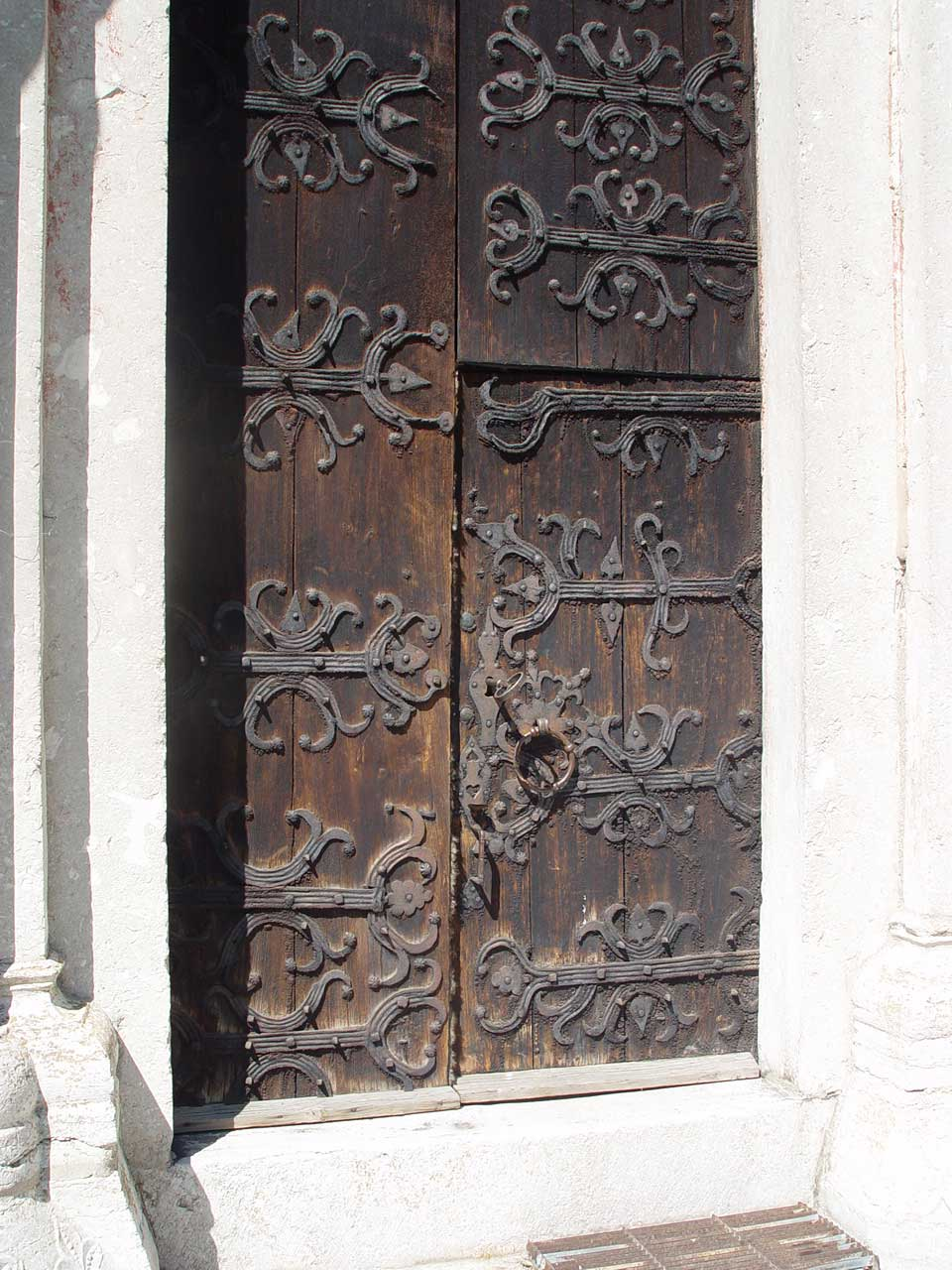
Dörr i sydportalen

- 1839: Sven Petter Pettersson, Visby, bygger ett 7-stämmigt manualverk.

Ursprunglig disposition:
| Manual C-f³          |
| Gedacht 8’           |
| Viol di Gamba 8’     |
| Principal 4’ (fasad) |
| Offen Fleut 4’       |
| Octava 2’            |
| Super Octav 1’       |
| Trumpet 8’           |

- 1863: Reparation av orgelbyggare Nils Petter Petersson (1825-1880), Visby.
- 1954: Reparation & ombyggnad av Theodor Frobenius, Kongens Lyngby, Danmark. På förslag av komminister Lars Magnus Holmbäck, Vall, byts den ursprungliga Offen Fleut 4' ut mot Rörflöjt 8'. Vidare får Octava 2' tolv nya pipor och alla pipor i Super Octav 1' nytillverkas.

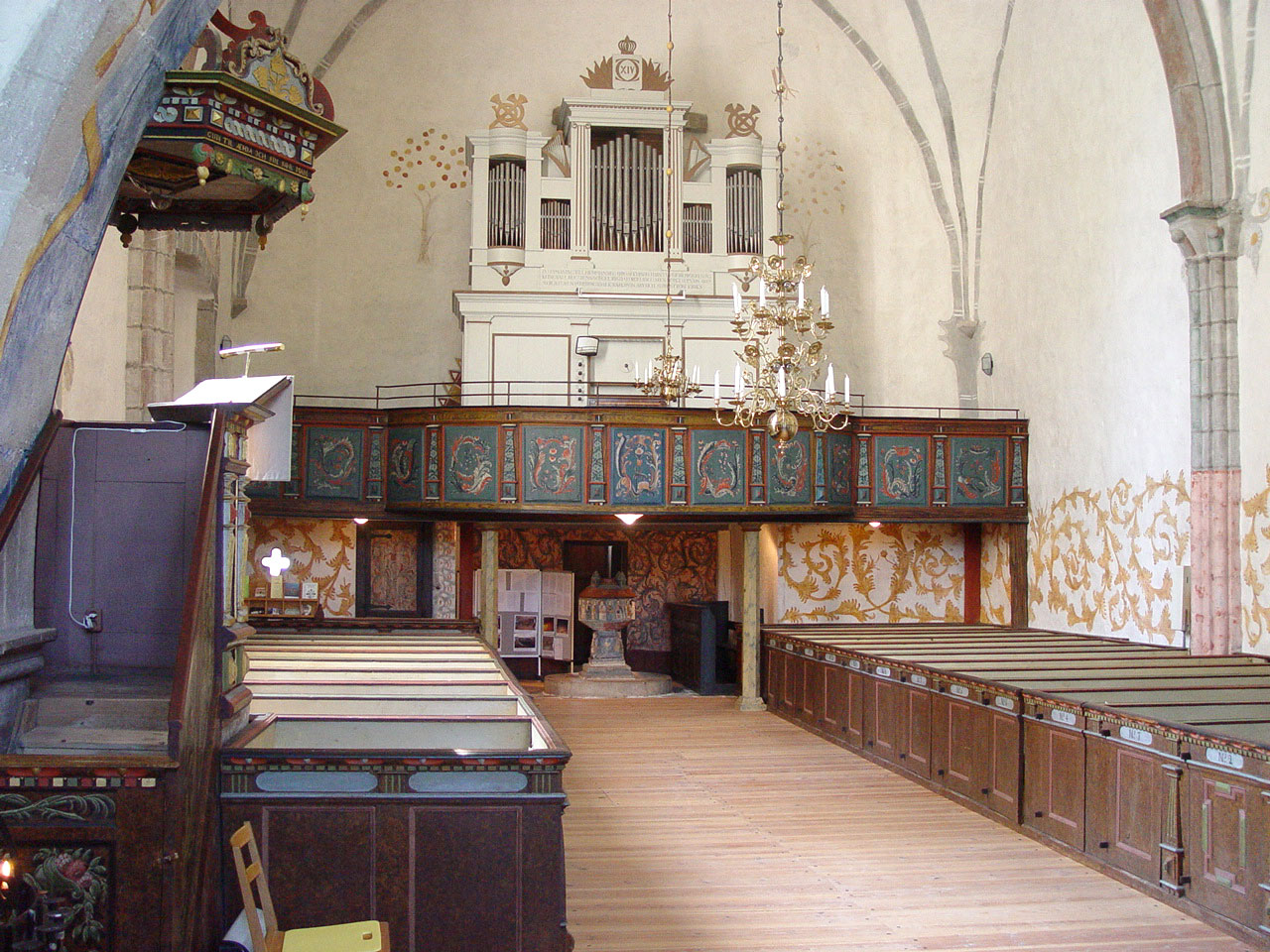
Interiör mot orgeln

- 1985 renoverades orgeln av Finn Krohn's Orgelbyggeri, Fredensborg, Danmark.

Nuvarande disposition:
| Manual C-f³             | Pedal C-d¹ |
| Gedacht 8’              | bihängd    |
| Viol di Gamba 8’        |            |
| Principal 4’ (fasad)    |            |
| Rörflöjt 4’ (1830/1954) |            |
| Octava 2’               |            |
| Super Octav 1’ (1954)   |            |
| Trumpet 8’              |            |

### Diskografi
- Orgelresa på Gotland / Linder, Alf, orgel. LP. SR Records RMLP 1097. 1971.

## Omgivning
Bro kyrka är belägen i en fornminnesrik trakt med många gravfält, vilket tyder på att platsen använts för begravningar länge. Bro offerkälla och ett antal sliprännor (även kallade svärdslipningsstenar) är belägna 250 meter söder om kyrkan. Omkring 100 meter sydväst om kyrkan står en trappstegsformad port som lett in till den medeltida prästgården. Öppningen är 4,2 meter hög och 3,2 meter bred. Omkring 2 km sydväst om kyrkan, utmed landsvägen, är gravröset Bro stajnkalm beläget och två kilometer åt motsatt håll, nordöst, återfinns de två "blinda" bildstenarna Bro stainkällingar.